# Bragassargues
Bragassargues település Franciaországban, Gard megyében. Lakosainak száma 168 fő (2022. január 1.). Bragassargues Cannes-et-Clairan, Logrian-Florian, Orthoux-Sérignac-Quilhan, Puechredon és Quissac községekkel határos.

## Népesség
A település népességének változása:
| Lakosok száma | 76   | 68   | 94   | 124  | 153  | 173  | 175  | 170  | 167  | 168  |
|               | 1968 | 1982 | 1990 | 2006 | 2013 | 2015 | 2017 | 2019 | 2020 | 2022 |